# Australie aux Jeux olympiques d'hiver de 2018
L'Australie participe aux Jeux olympiques d'hiver de 2018 à Pyeongchang en Corée du Sud du 9 au 25 février 2018. Il s'agit de sa dix-neuvième participation à des Jeux d'hiver.

## Participation
Aux Jeux olympiques d'hiver de 2018, les athlètes de l'équipe d'Australie participent aux épreuves suivantes : 
| Sport                                | Hommes | Femmes | Total |
| ------------------------------------ | ------ | ------ | ----- |
| Ski alpin                            | 2      | 1      | 3     |
| Bobsleigh                            | 4      | 0      | 4     |
| Ski de fond                          | 3      | 3      | 6     |
| Patinage artistique                  | 2      | 2      | 4     |
| Ski acrobatique                      | 5      | 10     | 15    |
| Luge                                 | 1      | 0      | 1     |
| Patinage de vitesse sur piste courte | 1      | 1      | 2     |
| Skeleton                             | 1      | 1      | 2     |
| Snowboard                            | 7      | 5      | 12    |
| Patinage de vitesse                  | 1      | 0      | 1     |
| Total                                | 27     | 23     | 50    |

## Récompenses

### Médaillés
| Sport                   | Discipline    | Athlète(s)  | Performance | Date       |
| Médaille d'or : 0       |               |             |             |            |
| Médaille d’argent : 1   |               |             |             |            |
| Ski acrobatique         | Bosses hommes | Matt Graham | 82,57 pts   | 12 février |
| Médailles de bronze : 0 |               |             |             |            |

| Sport       | Médaille d'or, Jeux olympiques | Médaille d'argent, Jeux olympiques | Médaille de bronze, Jeux olympiques | Total |
| ----------- | ------------------------------ | ---------------------------------- | ----------------------------------- | ----- |
| acrobatique | 0                              | 1                                  | 0                                   | 1     |

| Jour     | Date       | Médaille d'or, Jeux olympiques | Médaille d'argent, Jeux olympiques | Médaille de bronze, Jeux olympiques | Total |
| -------- | ---------- | ------------------------------ | ---------------------------------- | ----------------------------------- | ----- |
| 1er jour | 8 février  | —                              | —                                  | —                                   | —     |
| 2e jour  | 9 février  | —                              | —                                  | —                                   | —     |
| 3e jour  | 10 février | 0                              | 0                                  | 0                                   | 0     |
| 4e jour  | 11 février | 0                              | 0                                  | 0                                   | 0     |
| 5e jour  | 12 février | 0                              | 1                                  | 0                                   | 1     |
| 6e jour  | 13 février | 0                              | 0                                  | 0                                   | 0     |
| 7e jour  | 14 février | 0                              | 0                                  | 1                                   | 1     |
| 8e jour  | 15 février | 0                              | 1                                  | 0                                   | 1     |
| 9e jour  | 16 février | 0                              | 0                                  | 0                                   | 0     |
| 10e jour | 17 février | 0                              | 0                                  | 0                                   | 0     |
| 11e jour | 18 février | 0                              | 0                                  | 0                                   | 0     |
| 12e jour | 19 février | 0                              | 0                                  | 0                                   | 0     |
| 13e jour | 20 février | 0                              | 0                                  | 0                                   | 0     |
| 14e jour | 21 février | 0                              | 0                                  | 0                                   | 0     |
| 15e jour | 22 février | 0                              | 0                                  | 0                                   | 0     |
| 16e jour | 23 février | 0                              | 0                                  | 0                                   | 0     |
| 17e jour | 24 février | 0                              | 0                                  | 0                                   | 0     |
| 18e jour | 25 février | 0                              | 0                                  | 0                                   | 0     |
| Total    | Total      | 0                              | 2                                  | 1                                   | 3     |